# 巩留野核桃自然保护区
巩留野核桃自然保护区是位于中华人民共和国新疆维吾尔自治区伊犁哈萨克自治州巩留县的自治区级自然保护区。巩留野核桃自然保护区的主要保护对象是野核桃及其生境。

## 保护区信息

### 地理信息
巩留野核桃自然保护区位于中华人民共和国新疆维吾尔自治区伊犁哈萨克自治州巩留县东买里乡。地理坐标东经82°15′25″到82°17′，北纬43°19′到43°23′03″。总面积11.8平方千米，其中核心区域超过4.6平方千米，位于保护区最南侧。缓冲区面积近2.8平方千米，在核心区外侧。实验区面积近4.4平方公里，位于缓冲区北侧。
巩留野核桃自然保护区地处巩留县南20千米处，属于天山山脉伊犁谷地伊犁河南岸，天山支脉伊什格力克山北坡的丘陵地带。因为伊犁谷地北侧、东侧和南侧均为高山，伊犁谷地向西敞开。西伯利亚高压所带来的寒气流以及塔克拉玛干沙漠的干燥气候都被挡在了山外，而向西的缺口又能让来自巴尔喀什湖和里海的暖湿气流能够流入。向东随着海拔的增高，形成降雨。逆温层笼罩着保护区海拔1000米到1500米的山坡，使得在此海拔上下温度相差仅0.2摄氏度。这样的温和湿润的气候条件使得该地区野核桃、新疆野苹果等野果林密布。保护区地势北低并向南增高，坡度从10度到60度不等。降雨多出现在春季和夏季，冬季则有丰厚的降雪。保护区内年平均气温近20摄氏度，极低温低于-25摄氏度。林区年均日照时长超过1730小时。年降水量580毫米，蒸发量可达1200毫米。无霜期150天。保护区内海拔1150米到1250米的土壤主要为栗钙土，为半干旱草原生态系统。海拔1250米以上的土壤类型主要为黑钙土，为半湿草原生态系统。保护区有逆温层的小气候现象，在1月份逆温层平均厚度近1000米，最大则超过2000米。平均逆温强度在1月接近10摄氏度，最大则超过22摄氏度。

### 保护区的建立与考察
在当地生活的哈萨克族认为野核桃树是“神树”，长期有人专门保护，也是野核桃林能保存至今的原因之一。1961年，新疆八一农学院（现新疆农业大学）对巩留县野核桃沟进行过考察，此次考察包括地形、地势、土壤和植被等方面。二十世纪70年代，张新时对当地野果林进行地植物学方面的考察，此次考察提出了特殊的地形和冬季的逆温层是当地野核桃林遗存至今的主要原因。1976年，在现在的保护区部分地区建立了野核桃林场，从事保护和利用工作。二十世纪80年代，先后对野核桃林的生态学、生物学、土壤学等方面进行考察，此次考察按生境、生态和植物组成将野核桃林分为1个群系3个林型。1983年，经新疆维吾尔自治区人民政府批准，巩留野核桃自然保护区正式成立。2018年之前，野核桃自然保护区由新疆维吾尔自治区林业厅和伊犁哈萨克自治州人民政府共同管理，时常出现管理主体错位的情况。直到2018年4月，巩留县林业局才开始正式管理野核桃自然保护区。巩留野核桃沟景区为中国国家水利风景区、国家4A级旅游景区。不过在2020年，中国人民政治协商会议新疆维吾尔自治区第十二届委员会第三次会议中，中国民主同盟新疆区委会提出《关于加强新疆自然保护区建设的提案》。之后巩留野核桃自然保护区内的旅游活动停止，并拆除了部分观景平台等设施。

## 动植物
巩留野核桃自然保护区内记录有56科182属329种的植物生长于此。其中6科7属17种为羊齿植物，3科4属9种为裸子植物，47科171属303种为被子植物。被子植物中44科148属272种为双子叶植物，3科23属31种为单子叶植物。在保护区内植物中，占据优势的科包括菊科、蔷薇科、禾本科、毛茛科、唇形科、豆科、紫草科等14科，有鹤虱属、木贼属、麻黄属、柳属等17个优势属。巩留野核桃自然保护区内的动物区系主要为古北界中亚亚界，上百种陆栖脊椎动物生活于此。保护区内记录有近百种鸟类，包括雀形目、鸡形目、鸽形目、鹃形目、鸮形目等。另外，食肉目、偶蹄目、兔形目、啮齿目等数十种的兽类也生活于此。保护区内亦能见到两栖动物、鱼类等动物。保护区内生存有金雕、草原雕、长耳鸮等被列入中华人民共和国《国家重点保护野生动物名录》的保护动物。另外，保护区内还有超过50种昆虫。

### 野核桃现状与研究
野核桃是第三纪喜暖阔野孑遗种与更新世时北方移民结合后的物种，是栽培核桃的祖先。在渐新世时，天山一带拥有非常茂密的植被，山坡上往往为常绿和落叶的针阔叶混交林，其中就包括野核桃树。第三纪时，阿尔卑斯造山运动开始，气候开始转向大陆型气候。常绿和喜暖的阔叶树逐渐消失，取而代之的是落叶阔叶林，这其中就包括野核桃树。到了第四纪时，新构造运动剧烈，气候经历数次冰期和干旱的间冰期，针阔叶逐渐消失。仅在伊犁谷地这样受第四纪气候变化影响小的地区，还存留有喜暖中生阔叶树。
现代，野核桃的天然群落主要分布在在西天山和外阿赖山之中。巩留野核桃自然保护区内，野核桃主要分布在南北向的三条沟谷内，海拔1250到1550米的北部、东北部和西北部的阴坡或半阴坡之上。2017年，保护区内野核桃树的数量超过5500株，比二十世纪60年代和80年代调查数量有所增加。野核桃为保护区内的优势种，其伴生乔木包括新疆野苹果、天山桦、欧洲山杨等，从沟口海拔1250米到1500米，为野核桃纯林或野核桃、野苹果、野杏的混交林，1500米到1700米，是野核桃与天山桦、欧洲山杨的阔叶混交林，1700米以上则是欧洲山杨的纯林。保护区内可以分为两个林型，分别是分布于沟底溪水两侧及西北坡处，西北坡往往坡度大且阴暗潮湿。此处的野核桃林为纯林，树木高且生长旺盛，郁闭度高于0.7。另一种则是短柄草-野苹果-野核桃林，主要分布在峡谷侧坡和坡度较小的开阔地带，占地面积较大。此处多为野核桃和其他果树组成的混交林，树木也相对较矮，郁闭度0.5到0.6之间。保护区内野核桃林无论在阳坡还是在阴坡，其种群年龄结构均为增长型。相比之下，生长在阳坡的野核桃树存活率高于阴坡。保护区内有一颗树龄200年的野核桃树，树高16米，干粗直径超过110厘米，冠幅超过20米，树冠覆盖面积超过330平方米。虽然基部有腐朽的情况，但该树长势良好，每年可产核桃超过200千克。其根系可达1.4米深。保护区内野核桃所面临的最严重病虫害为核桃枝枯病和核桃褐斑病。